# Combinada nòrdica als Jocs Olímpics d'hivern de 2006
Als Jocs Olímpics d'Hivern de 2006 celebrats a la ciutat de Torí (Itàlia) es disputaren tres proves de combinada nòrdica en categoria masculina.
La prova individual es realitzà entre els dies 11 i 21 de febrer de 2006 a les instal·lacions esportives del Pragelato.

## Comitès participants
Hi participaren un total de 59 esquiadors de 15 comitès nacionals diferents.
| - Alemanya (5) - Àustria (4) - Canadà (2) - Eslovènia (1) - Estats Units (6) |  | - Estònia (1) - Finlàndia (5) - França (4) - Itàlia (5) - Japó (5) |  | - Noruega (4) - Txèquia (5) - Rússia (5) - Suïssa (5) - Ucraïna (2) |

## Medaller
| Pos.  | País      | Or | Plata | Bronze | Total |
| 1     | Àustria   | 2  | 1     | 0      | 3     |
| 2     | Alemanya  | 1  | 1     | 1      | 3     |
| 3     | Noruega   | 0  | 1     | 1      | 2     |
| 4     | Finlàndia | 0  | 0     | 1      | 1     |
| Total | Total     | 3  | 3     | 3      | 9     |

## Medallistes

### Homes
| Prova                        | Or                                                                         | Plata                                                                     | Bronze                                                                     |
| Esprint Detalls              | Georg Hettich                                                              | Felix Gottwald                                                            | Magnus Moan                                                                |
| Individual Gundersen Detalls | Felix Gottwald                                                             | Magnus Moan                                                               | Georg Hettich                                                              |
| Equips Detalls               | Àustria Michael Gruber · Christoph Bieler · Felix Gottwald · Mario Stecher | Alemanya Björn Kircheisen · Georg Hettich · Ronny Ackermann · Jens Gaiser | Finlàndia Antti Kuisma · Anssi Koivuranta · Jaakko Tallus · Hannu Manninen |